# Halowe Mistrzostwa Świata w Lekkoatletyce 1993 – bieg na 1500 m mężczyzn
Bieg na 1500 m mężczyzn – jedna z konkurencji rozgrywanych podczas halowych mistrzostw świata w lekkoatletyce w 1993. Eliminacje odbyły się 12 marca, a finał został rozegrany 13 marca.
Do eliminacji zgłoszonych zostało 20 zawodników z 18 państw.
Zawody w tej konkurencji wygrał reprezentant Irlandii Marcus O'Sullivan. Drugą pozycję zajął zawodnik z Wielkiej Brytanii David Strang, trzecią zaś reprezentujący Chorwację Branko Zorko.

## Wyniki

### Eliminacje
Źródło: 
Bieg 1
| Miejsce | Zawodnik          | Państwo           | Wynik   | Uwagi |
| ------- | ----------------- | ----------------- | ------- | ----- |
| 1.      | Marcus O’Sullivan | Irlandia          | 3:42,31 |       |
| 2.      | Mickaël Damian    | Francja           | 3:42,46 |       |
| 3.      | Robin van Helden  | Holandia          | 3:42,62 |       |
| 4.      | Marc Corstjens    | Belgia            | 3:42,63 |       |
| 5.      | Bill Burke        | Stany Zjednoczone | 3:42,68 |       |
| 6.      | Mário da Silva    | Portugalia        | 3:43,59 |       |
| 7.      | Mohamed Taki      | Maroko            | 3:44,45 |       |
| 8.      | Milan Drahoňovský | Czechy            | 3:46,21 |       |
| 9.      | Sipho Dlamini     | Eswatini          | 3:52,44 | NR    |
| –       | Philimon Hanneck  | Zimbabwe          | DNS     |       |

Bieg 2
| Miejsce | Zawodnik            | Państwo           | Wynik   | Uwagi |
| ------- | ------------------- | ----------------- | ------- | ----- |
| 1.      | David Strang        | Wielka Brytania   | 3:41,88 |       |
| 2.      | Steve Holman        | Stany Zjednoczone | 3:41,96 |       |
| 3.      | Branko Zorko        | Chorwacja         | 3:42,37 |       |
| 4.      | Raszid al-Basir     | Maroko            | 3:42,99 |       |
| 5.      | Edgar de Oliveira   | Brazylia          | 3:44,32 |       |
| 6.      | Spiros Christopulos | Grecja            | 3:44,46 |       |
| 7.      | Kevin Sullivan      | Kanada            | 3:44,52 |       |
| 8.      | Amos Rota           | Włochy            | 3:47,13 |       |
| 9.      | Vénuste Niyongabo   | Burundi           | 3:48,92 |       |
| 10.     | Atoi Boru           | Kenia             | 3:54,99 |       |

### Finał
Źródło: 
| Miejsce | Zawodnik          | Państwo           | Wynik   | Uwagi |
| ------- | ----------------- | ----------------- | ------- | ----- |
| 01 !    | Marcus O’Sullivan | Irlandia          | 3:45,00 |       |
| 02 !    | David Strang      | Wielka Brytania   | 3:45,30 |       |
| 03 !    | Branko Zorko      | Chorwacja         | 3:45,39 |       |
| 4.      | Steve Holman      | Stany Zjednoczone | 3:45,59 |       |
| 5.      | Mickaël Damian    | Francja           | 3:45,59 |       |
| 6.      | Bill Burke        | Stany Zjednoczone | 3:46,18 |       |
| 7.      | Mário da Silva    | Portugalia        | 3:46,61 |       |
| 8.      | Marc Corstjens    | Belgia            | 3:46,69 |       |
| 9.      | Raszid al-Basir   | Maroko            | 3:46,81 |       |
| 10.     | Robin van Helden  | Holandia          | 3:50,09 |       |